# Красноспинный расписной малюр
Красноспинный расписной малюр (лат. Malurus melanocephalus) — один из видов малюр семейства малюровых.

## Описание
В сравнении с другими видами рода малюр, этот вид имеет хорошо выраженный половой диморфизм. Самец имеет небольшой набор цветов оперения. Это чёрная голова, нижняя часть и хвост, а крылья бледно-коричневые с небольшой широкой полоской. Самка, как и всех других двенадцати видов малюр, монотонна: коричневый верх и бледно-коричневый низ (брюшко и грудка). Готовый к спариванию самец чёрный, а юноши имеют сравнительно такой же окрас как и самка.
Вид различает два подвида: номинативный — M. m. melanocephalus, живёт в восточной Австралии и имеет более короткий хвост и оранжевый окрас спины и M. m. cruentatus — из северной Австралии с более длинным хвостом и красной спинкой.

## Распространение и место обитания
Красноспинный расписной малюр — эндемик Австралии, живущий в районах вблизи рек. Встречается на протяжении северных и восточных границ Австралии, а именно от Кимберли (северо-запад Австралии) до Hunter Region (Новый Южный Уэльс).
Излюбленным местом обитания является степь и саванна, с низким кустарником и высокой травой. В районах с повышенным возгоранием растительности эти птицы кочуют небольшими стайками.

## Питание
Красноспинный расписной малюр питается, по большей части, насекомыми, но изредка разбавляет свой рацион поеданием семян и ягод.